# Jane Davidson

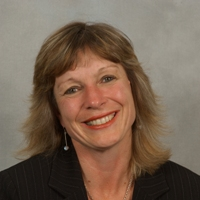
Jane Davidson

Jane Davidson (* 19. März 1957 in Birmingham, England) ist eine walisische Politikerin, die für die Labour Party Mitglied der walisischen Nationalversammlung war.
1999 wurde Davidson für den Wahlkreis Pontypridd in die erste Walisische Nationalversammlung gewählt. 2003 und 2007 wurde sie wiedergewählt.
Im Jahr 2008 gab Davidson bekannt, dass sie 2011 nicht mehr zur Wiederwahl in die Versammlung kandidieren werde.
In der Regierung von Rhodri Morgan wurde Davidson im Jahr 2000 zunächst Bildungsministerin, dann ab 2003 bis 2011 Ministerin für Umwelt, Nachhaltigkeit und Wohnungsbau. Dieses Amt hatte sie auch unter Carwyn Jones inne.